# Karina Arroyave
Karina Arroyave est une actrice américaine née le 16 juillet 1969 en Colombie.

## Biographie
Elle apparaît dans trois films dans des rôles d'étudiante : Lean on Me, Esprits rebelles et  187 code meurtre.
De 1988 à 1994, Karina a tenu le rôle de Bianca Marquez Walsh dans le feuilleton TV de CBS As the World Turns. 
Elle fait ses débuts au cinéma en 1989, dans le film dramatique Lean On Me face donnant la réplique à Morgan Freeman et Beverly Todd. Elle a ensuite joué des seconds rôles dans les films Falling Down (1993), Dangerous Minds (1995), One Eight Seven (1997), In Too Deep (1999) et Crash (2004), pour n'en citer que quelques-uns. À la télévision, Karina Arroyave a joué le rôle de Jamey Farrell au cours de la première saison de la série Fox 24 de 2001 à 2002. D'autres apparitions télévisées incluent Criminal Minds : Beyond Borders, The Mysteries of Laura, Law & Order, Law & Order: Special Victims Unit. , New York Undercover, The Practice, NYPD Blue and Blue Bloods.
En 2019, Arroyave a interprété Karla Córdova, une détenue salvadorienne, au cours de la dernière saison de la comédie dramatique de Netflix, Orange Is the New Black.

## Filmographie
- 1989 : As the World Turns (série TV) : Bianca Marquez Walsh #1 (1988-1990; 1992 - 1994)
- 1989 : Lean on Me : Maria
- 1991 : New York, police judiciaire : Revina Price (saison 1, épisode 13)
- 1993 : Chute libre (Falling Down) : Angie
- 1993 : Blind Spot (TV) : Ramona
- 1994 : Deux cow-boys à New York (The Cowboy Way) : Rosa, Factory Worker
- 1994 : Trial by Jury : Mercedes, Juror
- 1995 : Friends at Last (TV) : Ramona
- 1995 : Esprits rebelles (Dangerous Minds) : Josy
- 1997 : 187 Code Meurtre (One Eight Seven) : Rita Martinez
- 1998 : Shock Television : Lonnie
- 1998 : New York, police judiciaire : Candy Pacheco (saison 9, épisode 8)
- 1999 : Gangsta Cop (In Too Deep) : G.G.
- 1999 : Personne n'est parfait(e) (Flawless) : Amber Garcia Sanchez
- 2000 : Soleil de cendre (Missing Pieces) (TV) : Maria
- 2001 : 24 heures chrono (TV) saison 1, Jamey Farrell
- 2002 : Empire : Cheena
- 2004 : Collision (Crash) de Paul Haggis : Elizabeth
- 2009 : Adam : Professeur assistant
- 2018 : New York, unité spéciale : Sylvia Ramos (saison 19, épisode 14)
- 2021 : Blacklist : Mierce Xiu (saison 9).